# Circle the Drain
Pistes de Teenage Dream
Peacock The One That Got Away
Circle the Drain est une chanson de la chanteuse américaine Katy Perry, issue de son troisième album studio, Teenage Dream (2010). Elle a été écrite par Perry, Christopher "Tricky" Stewart et Monte Neuble. Après sa publication, plusieurs médias rapportèrent que l'artiste avait été inspirée par son ancienne relation avec Travie McCoy pour écrire cette chanson. Les critiques se sont trouvées relativement mixtes concernant la piste, car d'un côté quelques-uns ont trouvé que Perry se trouve être dans une position assez « hypocrite », étant donné le contenu d'autres chansons de l'album. Et de l'autre côté, d'autres critiques ont trouvé agréable de voir ici une autre facette de la chanteuse.
Capital Records publia la piste en tant que single promotionnel avant la sortie de l'album le 10 août. La chanson se classa tout de même assez modestement, notamment à la 30e place du Canadian Hot 100. Elle se classa similairement en Nouvelle-Zélande et entra au US Billboard Hot 100 à la 58e place. Circle the Drain fut interprétée par Perry lors de sa tournée mondiale en 2011, California Dreams Tour. Lors de sa performance pendant la tournée, la chanteuse était vêtue d'un costume de chat tandis que la scène, elle, était décorée à la façon d'un cartoonish. Les critiques concernant ses performances lors de ses concerts seront mitigées.

## Liste des pistes

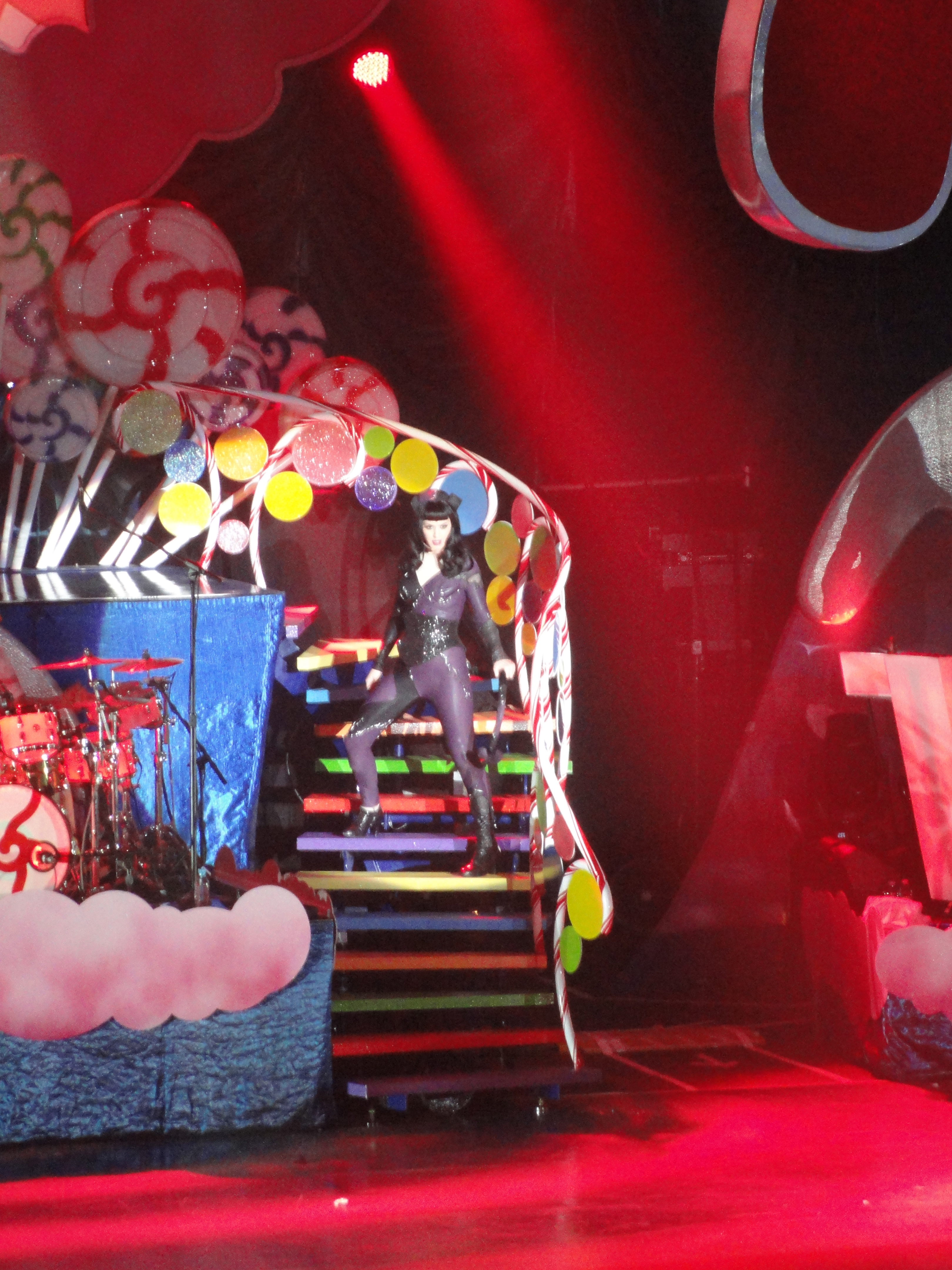
Perry interprétant la chanson lors de son California Dreams Tour en Mars 2011

- Digital download[1]

1. Circle the Drain – 4:32

## Classements

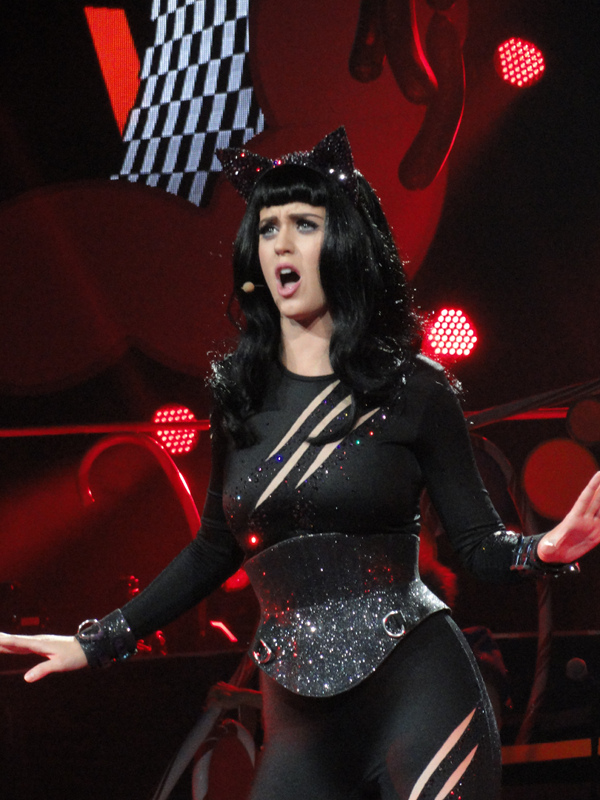
Perry interprétant la chanson lors du California Dreams Tour

| Chart (2010)              | Meilleure position |
| ------------------------- | ------------------ |
| Canadian Hot 100          | 30                 |
| New Zealand Singles Chart | 36                 |
| US Billboard Hot 100      | 58                 |